# Pseudocrepidophorus
Pseudocrepidophorus is een geslacht van kevers uit de familie  
kniptorren (Elateridae).
Het geslacht is voor het eerst wetenschappelijk beschreven in 1988 door Dolin & Agajev.

## Soorten
Het geslacht omvat de volgende soorten:
- Pseudocrepidophorus concavifrons Wurst, 1994
- Pseudocrepidophorus filicollis (Reitter, 1890)
- Pseudocrepidophorus flavescens (Eschscholtz, 1818)